# Jitendra Nath Pande
Jitendra Nath Pande oder J. N. Pande (Hindi जितेंद्र नाथ पांडेय, geboren am 14. Juni 1941 in Shikohabad, Indien; gestorben am 23. Mai 2020 in Neu-Delhi) war ein indischer Mediziner und Spezialist für Lungenkrankheiten in Neu-Delhi. Er war Professor und medizinischer Leiter des All India Institute of Medical Sciences (AIIMS) in Neu-Delhi.

## Biografie
Pande wurde 1941 in Shikohabad als Sohn von Shri Madan Mohan Pande und Smt. Kamla Devi Pande geboren. Seine Eltern und Vorfahren stammten aus Uttar Pradesh. Er war der jüngere Bruder von Gyan N. Pande, emeritierter Professor der Swansea University und Präsident des International Centre for Computational Engineering.
Pande absolvierte sein Studium und seine medizinische Ausbildung am All India Institute of Medical Sciences (AIIMS) in Neu-Delhi und erhielt seinen Bachelor of Medicine, Bachelor of Surgery (MBBS) 1963 und seinen Doktor der Medizin 1966 am AIIMS. Er spezialisierte sich dort auf Lungenmedizin und klinische Epidemiologie und blieb am AIIMS bis zu seiner Pensionierung. Am AIIMS behandelte er zahlreiche prominente Personen und war persönlicher Arzt des Präsidenten von Indien. Er stieg zum Direktor der Abteilung für klinische Epidemiologie und zum medizinischen Leiter des AIIMS auf, zudem erhielt er einen Lehrstuhl als Professor für Medizin am AIIMS. Nach seiner Pensionierung arbeitete er als Berater für Medizin am Sitaram Bhartia Institute of Science & Research in Neu-Delhi und behandelte weiterhin Patienten.
Pande war der erste Mediziner, der Intensivstationen in Krankenhäusern in Nordindien einrichtete. Der Oberste Gerichtshof Indiens bezog sich in seinem Urteil von 1997/98 zum Verbot von Dieselbussen in der Hauptstadt auf die Studie des Teams von Dr. Pande über „Luftverschmutzung im Freien und Notaufnahmebesuche in einem Krankenhaus in Delhi“.
Im Rahmen der COVID-19-Pandemie in Indien im Jahr 2020 behandelte Pande zahlreiche Patienten, die mit dem Coronavirus SARS-CoV-2 infiziert waren. Er selbst wurde im Mai 2020 ebenso wie seine Frau positiv auf das Virus getestet und ging in häusliche Quarantäne. Am 23. Mai 2020 starb er im Alter von 78 Jahren trotz symptomarmen Verlaufs im Schlaf, wahrscheinlich aufgrund eines Herzinfarkts.